# Блајен-Геншмар
Блајен-Геншмар (њем. Bleyen-Genschmar) општина је у њемачкој савезној држави Бранденбург. Једно је од 45 општинских средишта округа Меркиш-Одерланд. Према процјени из 2010. у општини је живјело 511 становника. Посједује регионалну шифру (AGS) 12064057.

## Географски и демографски подаци
Блајен-Геншмар се налази у савезној држави Бранденбург у округу Меркиш-Одерланд. Општина се налази на надморској висини од 10 метара. Површина општине износи 29,7 km².

## Становништво
У самом мјесту је, према процјени из 2010. године, живјело 511 становника. Просјечна густина становништва износи 17 становника/km².